# Kip Colvey
Kip Colvey, né le 15 mars 1994 à Lihue à Hawaï, est un footballeur international néo-zélandais, jouant au poste de défenseur. Il possède également un passeport américain. Il met un terme à sa carrière sportive à l'issue de la saison 2018 afin de devenir assistant physicien.

## Biographie

### Jeunesse et formation
Kip Colvey naît à Hawaï, mais déménage en Nouvelle-Zélande. Il commence le football au Nelson College et joue pour le Nelson Suburbs FC, avant de déménager à Christchurch où il évolue avec Canterbury United et l'Asia–Pacific Academy.
Entre 2012 et 2015, il joue en NCAA avec l'équipe de son université, l'université d'État polytechnique de Californie. Il passe également deux saisons en PDL, jouant pour le Ventura County Fusion en 2013 et 2014. 

### Parcours en club
Après son cursus universitaire, Kip Colvey est repêché à la 49e place par les Earthquakes de San José. Le 6 mars 2016, il fait ses débuts en MLS, face aux Rapids du Colorado, lors d'une victoire 1-0. Puis, le 29 avril, il est prêté au Republic de Sacramento qui évolue en USL, où il joue six rencontres.
Le 28 février 2017, il est prêté au Reno 1868 en USL.
Au terme de l'exercice 2017, les Earthquakes n'exercent pas l'option au contrat de Kip Colvey. Quelques semaines plus tard, le 13 décembre 2017, il est repêché par les Rapids du Colorado. Il joue trois rencontres en début de calendrier avant d'être prêté aux Switchbacks de Colorado Springs en USL le 13 juillet 2018.
Peinant à s'imposer en Major League Soccer comme dans les niveaux inférieurs, Kip Colvey annonce sa retraite sportive en novembre 2018 afin de trouver plus de stabilité dans sa vie professionnelle et s'oriente vers une carrière comme assistant physicien.

### Parcours en sélection
Kip Colvey compte onze sélections avec l'équipe de Nouvelle-Zélande depuis 2016.
Il est sélectionné en sélection néo-zélandaise des moins de 17 ans pour la coupe du monde des moins de 17 ans 2011 qui se déroule au Mexique, où il joue deux rencontres.
Le 12 mai 2016, il fait partie des 23 appelés par le sélectionneur national Anthony Hudson pour la Coupe d'Océanie 2016. Durant le tournoi, il honore sa première sélection, contre les Fidji le 28 mai 2016. La rencontre se solde par une victoire 3-1 des Néo-Zélandais. La sélection néo-zélandaise remporte la finale en battant la Papouasie-Nouvelle-Guinée lors de la séance de tirs au but.
Le 8 juin 2017, il fait partie des 23 appelés par le sélectionneur national Anthony Hudson pour la Coupe des confédérations 2017. Il dispute seulement une rencontre, la Nouvelle-Zélande est éliminée au premier tour.

## Palmarès
Nouvelle-Zélande
- Vainqueur de la Coupe d'Océanie en 2016

## Statistiques
| Saison                | Club                            | Championnat           | Championnat | Championnat | Coupe(s) nationale(s) | Coupe(s) nationale(s) | Séries | Séries | Nouvelle-Zélande | Nouvelle-Zélande | Total | Total |
| Saison                | Club                            | Division              | M.          | B.          | M.                    | B.                    | M.     | B.     | M.               | B.               | M.    | B.    |
| 2016                  | Earthquakes de San José         | MLS                   | 4           | 0           | 0                     | 0                     | -      | -      | 3                | 0                | 7     | 0     |
| 2017                  | Earthquakes de San José         | MLS                   | 0           | 0           | 1                     | 0                     | -      | -      | 4                | 0                | 5     | 0     |
| Sous-total            | Sous-total                      | Sous-total            | 4           | 0           | 1                     | 0                     | -      | -      | 7                | 0                | 12    | 0     |
| 2016                  | Republic de Sacramento (prêt)   | USL                   | 6           | 0           | -                     | -                     | -      | -      | 4                | 0                | 10    | 0     |
| 2017                  | Reno 1868 FC (prêt)             | USL                   | 10          | 0           | -                     | -                     | -      | -      | 4                | 0                | 14    | 0     |
| 2018                  | Rapids du Colorado              | MLS                   | 3           | 0           | -                     | -                     | -      | -      | -                | -                | 3     | 0     |
| 2018                  | Switchbacks de Colorado Springs | USL                   | 3           | 0           | -                     | -                     | -      | -      | -                | -                | 3     | 0     |
| Total sur la carrière | Total sur la carrière           | Total sur la carrière | 26          | 0           | 1                     | 0                     | 0      | 0      | 15               | 0                | 42    | 0     |